# 시모하라역
시모하라역(일본어: 下原駅, しもはらえき)은 일본 사이타마현 사야마시에 위치했던 세이부 철도 이케부쿠로 선의 철도역이었다.
지금의 무사시후지사와 역과 이나리야마 공원역사이에 위치해 있었다.
이 역 주변에 있던 육군 항공 사관학교 및 도요오카 비행장을 제2차 세계대전 이후에 주일 미군 존슨 기지로 전환을 했을 때 개업한 역으로, 주 목적은 운송 화물 취급이었다. 1963년에 존슨 기지가 항공 자위대 이루마 기지로 된 이후에도 존재했으나 1982년 폐역되었다.

## 역사
- 1945년 11월 20일 : 주일 미군 존슨 기지까지 운송하는 화물 취급을 목적으로 개업.
- 1982년 12월 20일 : 폐역